# Janie Lever-Brouwer
Lydia Adriana (Janie) Lever-Brouwer (Leerbroek, 22 maart 1893 – Amersfoort, 14 december 1979) was een (christelijke) columnist, kinderboekenschrijver en voorvechter van vrouwenbelangen. Zij is vooral bekend vanwege haar voorzitterschap in de Nederlands Christen Vrouwenbond (NCVB).

## Jeugd
Janie Brouwer werd in 1893 in het dorpje Leerbroek geboren als dochter van Pieter Brouwer (1868-1926) en Maaike Meijer (1871-1910). Janie kwam uit een gereformeerd gezin, waar zij de oudste was van een gezin met zes kinderen. Haar vader was, naast hoofdonderwijzer van de christelijke lagere school in Leerbroek, ook journalist voor verschillende antirevolutionaire bladen in de regio. In 1904 groeide Pieter Brouwer uit tot hoofdredacteur van het blad Onze Courant en het gezin verhuisde om die reden naar Zwolle. Hier volgde Janie een opleiding tot onderwijzeres aan de Christelijke Normaallessen. In 1911 behaalde zij de akte Lager Onderwijs en kon zij net als haar vader het onderwijs in. Terwijl zij les gaf aan de christelijke school van Langerak, behaalde zij gedurende deze tijd ook de Lager Onderwijs Akte voor het vak Duits. Hiermee kreeg zij onderwijsbevoegdheid voor dit vak op het Nederlandse voortgezet onderwijs dat voor lange tijd tot het Lager Onderwijs gerekend werd.

## Huwelijk
In 1916 stapte Janie over naar de christelijke school in Doesburg. Op deze school ontmoette zij haar toekomstige man Albert Lever (1892-1980), die ook onderwijzer was op de school. Het zou echter pas tot 1921 duren voor zij in het huwelijksbootje traden. Vanwege een nieuwe baan van haar man Albert, verhuisde het stel kort daarop naar Groningen. In 1922 zouden zij hier hun eerste zoon Jan (1922-2010) krijgen. Het stel verhuisde twee jaar later alweer naar Den Helder. Ook hier was de nieuwe baan van Albert de reden voor de verhuizing. Albert kreeg namelijk een baan als hoofd van een christelijke school in Den Helder. In de periode van 1924 en 1926 breidde het gezin zich verder uit met nog twee zoons. Uit dit huwelijk werden uiteindelijk 3 zoons geboren. Tegelijkertijd kwam er met dit huwelijk ook een einde aan Janie’s baan als onderwijzeres. Het was voor een getrouwde vrouw aan het begin van de twintigste eeuw namelijk ongebruikelijk om te blijven werken. Zij kon haar werkzaamheden daarentegen nog wel gedeeltelijk voortzetten op de school van haar man in Den Helder. In dit geval wel vooral als invalkracht. Gedurende dit huwelijk zat Janie dan ook zeker niet stil. Zo publiceerde zij op verzoek van haar vader op 26 april 1924 haar eerste column, genaamd ‘Vrouwenkout’ in het Friesch Dagblad. Hij was al sinds 1911 hoofdredacteur van dit blad en hij moedigde Janie aan om wekelijks een column te schrijven. In deze columns schreef zij vooral over uiteenlopende zaken die zich in het toenmalige leven van de christelijke vrouw voordeden.

## Politieke carrière
Al in 1929 zou er een einde komen aan haar aandeel voor het Friesch Dagblad. Haar vader was ondertussen in 1926 overleden en zijn opvolger Daniël van der Meulen was het niet altijd eens met de inhoud van haar columns. Dit zou uiteindelijk uitmonden in conflict tussen Janie en de nieuwe hoofdredacteur. Terwijl hij vond dat vrouwen zich niet met politiek diende bezig te houden, stimuleerde Janie in haar columns vrouwen juist aan om meer politiek betrokken te worden. Ondanks dat het conflict al snel werd bijgelegd, beëindigde Janie toch haar bijdragen aan het Friesch Dagblad. Ook na dit conflict zat Janie niet lang stil en kort hierop schreef zij drie kinderboeken.
Daarnaast had Janie zich meteen na haar komst in Den Helder in 1924 aangesloten bij de Nederlandse Christen Vrouwenbond (NCVB). Deze vereniging werd al in 1919 opgericht met als doel om protestants-christelijke vrouwen voorlichting te geven op staatkundig, maatschappelijk en cultureel terrein vanuit het perspectief van de bijbel. Deze vereniging stimuleerde daarnaast protestants-christelijke vrouwen hun plaats binnen zowel het gezin als de samenleving te bepalen en gebruik te maken van hun eigen capaciteiten. Janie zat negentien jaar in het bestuur van de lokale afdeling van deze vereniging in Den Helder. Van deze negentien jaar was zij zelfs dertien jaar lang de voorzitter. Als belangrijke figuur binnen de NCVB gaf zij vaak lezingen over heel Nederland. Veel van Janie’s lezingen gingen over literatuur of de positie van de christenvrouw binnen de samenleving. Daarnaast hield ze propagandalezingen over de NCVB.
Gedurende de rest van haar leven bleef Janie columns schrijven. Zo pakte zij in 1939 het schrijven van haar columns de ‘Vrouwenkout’ weer op. Dit keer schreef zij deze columns alleen wel voor het blad De Standaard tot de periode 1943. In de periode na de oorlog bleef zij nog steeds columns voor voornamelijk vrouwen schrijven, maar in dit geval voor het dagblad Trouw. In deze columns schreef zij over zaken als de kosten van het levensonderhoud, de positie van man en vrouw als gelijken, gelijke arbeid, maar ook over onderwerpen als eenzaamheid en ouderdom. Deze columns waren over het algemeen vaak christelijk geïnspireerd. Met deze columns in de Trouw groeide Janie uit tot een bekendheid binnen het protestants-christelijke deel van Nederland.
In 1949 werd Janie tevens lid van het StudieCEntrum van Vrouwelijke Anti-Revolutionairen (SCEVAR). Dit was een organisatie binnen de Anti-Revolutionaire Partij (ARP) die zich inzette voor de acceptatie van het passief kiesrecht van vrouwen. Janie schreef hierbij voornamelijk artikelen voor het partijblad Nederlandse Gedachten van het ARP. Ook schreef Janie voor het blad De Christenvrouw van de NCVB. In de periode van 1951 tot 1964 was zij zelfs redactiesecretaris van het blad. Pas toen Janie 73 jaar oud was, stopte zij met de meeste van haar landelijke activiteiten. Zelfs vlak voor haar dood in 1979 gaf zij nog en interview over de geschiedenis van het vrouwenkiesrecht in Nederland en binnen het ARP aan de Trouw.

## Publicaties
- Columns Vrouwenkout in het Friesch Dagblad (1924-1929).
- Greetjes Vacantie (1929).
- Om een puntenslijper (1929)
- Willy (1930).
- Columns Vrouwenkout in De Standaard (1939-1943)
- Columns Voor Trouw-lezeressen in Trouw (1945-1966).
- Wij vrouwen van vandaag (1950)

- Biografisch Portaal: 37864676
- Digitale Bibliotheek voor de Nederlandse Letteren: leve018
- International Standard Name Identifier: 0000 0003 8799 9015
- Nederlandse Thesaurus van Auteursnamen: 070814198
- Virtual International Authority File: 281052862
- WorldCat: E39PBJpv6BVyTpvRfWx7PKGvHC